# Juan Carlos Barros
Juan Carlos Barros Martínez (La Coruña, 29 maggio 1967) è un ex cestista spagnolo.

## Palmarès
- Campionati portoghesi: 1

Estrelas Avenida: 1997-1998
- Coppa di Portogallo: 1

Estrelas Avenida: 1998